# Koskenalus
Koskenalus är en sjö i kommunen Kouvola i landskapet Kymmenedalen i Finland. Sjön ligger 22 meter över havet. Arean är 69 hektar och strandlinjen är 4,27 kilometer lång. Sjön  ingår i Kymmene älvs huvudavrinningsområde.   Den ligger omkring 25 km norr om Kotka och omkring 120 km nordöst om Helsingfors. 
Koskenalus är en utvidgning i Kymmene älv. Nordväst om Koskenalus ligger Anjala gård och sydväst om Koskenalus ligger Anjala med Anjala kyrka. Öster om Koskenalus ligger Ingerois.